# Monarda oryx
Monarda oryx is een vlinder uit de familie van de pijlstaarten (Sphingidae). De wetenschappelijke naam van de soort werd in 1896 gepubliceerd door Herbert Druce.